# نادي وج
نادي وج هو أحد أندية الدرجة الثانية تأسس النادي عام 1396 هـ في مدينة الطائف بالمملكة العربية السعودية . وهو من اعرق الانديه بالطائف ويلعب في الدرجة الثانيه للدوري السعودي

## تشكيلة الفريق الحالية
ملاحظة: تشير الأعلام إلى المنتخب بحسب قواعد الأهلية المعتمدة من قبل الفيفا؛ تنطبق بعض الاستثناءات المحدودة. وقد يحمل اللاعبون أكثر من جنسية لا تعترف بها الفيفا.
| الرقم | البلد                       | المركز | اللاعب              |
| ----- | --------------------------- | ------ | ------------------- |
| 1     | السعودية                    | حارس   | مالك طوله           |
| 3     | السعودية                    | مدافع  | نايف سعيد           |
| 4     | السعودية                    | مدافع  | رائد المالكي        |
| 5     | السعودية                    | مدافع  | غسان القرشي         |
| 6     | المغرب                      | وسط    | هشام النوالي        |
| 7     | السعودية                    | وسط    | عبد الله الغامدي    |
| 8     | السعودية                    | وسط    | فواز العيسى         |
| 9     | جمهورية الكونغو الديمقراطية | مهاجم  | جلودي كيلانجالانجا  |
| 11    | السعودية                    | مهاجم  | عبد الرحمن الزهراني |
| 12    | السعودية                    | مدافع  | مشعل آل فرج         |
| 14    | السعودية                    | وسط    | وضاح العتيبي        |
| 15    | السعودية                    | مهاجم  | عبد الرحمن الشنقيطي |
| 17    | تونس                        | وسط    | إلياس البريني       |

| الرقم | البلد    | المركز | اللاعب             |
| ----- | -------- | ------ | ------------------ |
| 18    | السعودية | وسط    | محمد المعاوي       |
| 19    | السعودية | مهاجم  | خالد المنتشري      |
| 20    | السعودية | مدافع  | حاتم فلاتة         |
| 21    | السعودية | وسط    | وليد الوذيناني     |
| 27    | السعودية | وسط    | فارس الخريمي       |
| 29    | السعودية | وسط    | يحيى خرمي          |
| 31    | السعودية | مدافع  | محمد الناصر        |
| 33    | السعودية | حارس   | حمزة جوهري         |
| 34    | السعودية | حارس   | نايف البديدي       |
| 37    | البرازيل | مدافع  | جويلهيرمي أندراندي |
| 88    | السعودية | مدافع  | حسين الخليف        |
| 91    | السعودية | مهاجم  | أديب الحيزان       |
| 92    | السعودية | مدافع  | مجتبى الخليف       |